# Крук еритрейський
Крук еритрейський (Corvus edithae) — вид горобцеподібних птахів роду Крук (Corvus) родини Воронових (Corvidae). Синонім: Corvus ruficollis edithae.
Вид названий на честь Едіта Коула (Edith Cole, 1859—1949) британського ботаніка та ентомолога, який працював у Сомалі 1895 року.

## Опис
Довжина 44—46 см, розмах крил майже 80 см, хвіст 168—180, дзьоб 50—57 мм. Дзьоб і ноги чорні. Це стрункий птах з сильним, злегка зігнутим дзьобом, сильними ногами і великими вигнутими пазурами, густим оперенням і присутнім щетинистим пір'ям, яке висить над дзьобом, прикриваючи верхню його третину. Оперення повністю глянсово-чорне, іноді з сіруватим або червонуватим відтінком на обличчі, шиї і з боків шиї: спостерігаючи тварину в яскравому світлі також можна побачити блакитнуватий металевий блиск.

## Спосіб життя
Найчастіше цю ворону бачать поодинці, парами і невеликими групами, але зграї в 40—100 особин не є незвичними. Ворона зовсім не вимоглива і живиться всім їстівним, що зможе знайти на своїй території: м'ясо дрібних тварин (як хребетних, так і безхребетних), фрукти і ягоди. Гніздиться на опорах ЛЕП, скелястих кручах та окремих деревах. Висиджує (найчастіше в квітні) 3—5 блакитних яєць з коричневими плямами чи плімами.

## Поширення та місця існування
Країни поширення: Джибуті; Еритрея; Ефіопія; Кенія; Сомалі; Південний Судан. Населяє колючі чагарники, напівпустельні й пустельні землі. Часто живе в низинах, але трапляється до 2500 м над рівнем моря.